# 실체법
실체법(實體法)은 사법(私法)을 구분하는 분류의 하나이며 절차법과 대비되는 개념이다. 권리나 의무의 실질적인 사항을 규정하는 것이 실체법이다. 헌법과 형법은 대표적인 실체법이다.

## 같이 보기
- 절차법